# Spathiphyllum silvicola
Spathiphyllum silvicola R.A.Baker – gatunek wieloletnich, wiecznie zielonych bylin z rodzaju skrzydłokwiat, z rodziny obrazkowatych, występujący w Kostaryce i Kolumbii, zasiedlający równikowe lasy deszczowe.